# Comté de Jefferson (Floride)
Pour les articles homonymes, voir Comté de Jefferson.
Le comté de Jefferson (Jefferson County) est un comté américain dans la région de Big Bend en Floride. Sa population est estimée lors du recensement de 2020 à 14 510 habitants. Son siège est Monticello. Le comté a été fondé en 1827 et doit son nom à Thomas Jefferson, troisième président des États-Unis.

## Comtés adjacents
- Comté de Thomas, Géorgie (nord)
- Comté de Brooks, Géorgie (nord-est)
- Comté de Madison (est)
- Comté de Taylor (sud-est)
- Comté de Wakulla (sud-ouest)
- Comté de Leon (ouest)

## Principale ville
- Monticello

## Démographie
| Groupe                           | Comté de Jefferson | Floride | États-Unis |
| -------------------------------- | ------------------ | ------- | ---------- |
| Blancs                           | 60,4               | 75,0    | 72,4       |
| Afro-Américains                  | 36,2               | 16,0    | 12,6       |
| Autres                           | 1,5                | 3,7     | 6,4        |
| Métis                            | 1,3                | 2,5     | 2,9        |
| Asiatiques                       | 0,4                | 2,4     | 4,8        |
| Amérindiens                      | 0,3                | 0,4     | 0,9        |
| Total                            | 100                | 100     | 100        |
|                                  |                    |         |            |
| Hispaniques et Latino-Américains | 3,7                | 22,5    | 16,7       |

Selon l'American Community Survey, en 2010 93,48 % de la population âgée de plus de 5 ans déclare parler l'anglais à la maison, 3,06 % déclare parler l'espagnol, 1,50 % l'hindi, 1,18 % un créole français et 0,78 % une autre langue.
| 1830  | 1840  | 1850  | 1860  | 1870   | 1880   |
| ----- | ----- | ----- | ----- | ------ | ------ |
| 3 312 | 5 713 | 7 718 | 9 876 | 13 398 | 16 065 |

| 1890   | 1900   | 1910   | 1920   | 1930   | 1940   |
| ------ | ------ | ------ | ------ | ------ | ------ |
| 15 757 | 16 195 | 17 210 | 14 502 | 13 408 | 12 032 |

| 1950   | 1960  | 1970  | 1980   | 1990   | 2000   |
| ------ | ----- | ----- | ------ | ------ | ------ |
| 10 413 | 9 543 | 8 778 | 10 703 | 11 296 | 12 902 |

| 2010   | - | - | - | - | - |
| ------ | - | - | - | - | - |
| 14 761 | - | - | - | - | - |